# V613 Возничего
V613 Возничего (лат. V613 Aurigae) — одиночная переменная звезда в созвездии Возничего на расстоянии приблизительно 1015 световых лет (около 311 парсеков) от Солнца. Видимая звёздная величина звезды — от +10,97m до +10,83m.

## Характеристики
V613 Возничего — оранжевая эруптивная неправильная переменная звезда (IB:) спектрального класса K0V, или K0IV. Радиус — около 3,65 солнечных, светимость — около 6,992 солнечных. Эффективная температура — около 4913 K.